# Newcomb (Nowy Meksyk)
Newcomb – jednostka osadnicza w Stanach Zjednoczonych, w stanie Nowy Meksyk, w hrabstwie San Juan.